# Kunzea rostrata
Kunzea rostrata là một loài thực vật có hoa trong Họ Đào kim nương. Loài này được Toelken mô tả khoa học đầu tiên năm 1996.